# Kornblomstkvarteret
Kornblomstkvarteret udgør den sydlige del Hobrovejskvarteret i Aalborg. Mod øst grænser kvarteret op til Kærby, mod syd Skalborg, mod vest Hasseris. Fra Aalborg centrum er der tre kilometer mod syd til Kornblomstkvarteret. 
Den gennemgående vej gennem Kornblomstkvarteret er Kornblomstvej. Mod øst afgrænses kvarteret af Hobrovej, mod syd Skelagervej, mod vest Bejsebakkevej og mod nord Vestre Alle.